# Normalização (estatística)
Em estatísticas e aplicações de estatística, a normalização pode ter uma variedade de significados.
Nos casos mais simples, a normalização das classificações significa ajustar os valores medidos em diferentes escalas para uma escala nocionalmente comum, muitas vezes antes da média. Em casos mais complicados, a normalização pode referir-se a ajustes mais sofisticados, onde a intenção é alinhar todas as distribuições de probabilidade dos valores ajustados. No caso de normalização de pontuações na avaliação educacional, pode haver a intenção de alinhar as distribuições a uma distribuição normal. Uma abordagem diferente para a normalização de distribuições de probabilidade é a normalização por quantis [en], onde os quantis das diferentes medidas são alinhados.
Em outro uso em estatística, normalização refere-se à criação de versões deslocadas e escalonadas de estatísticas, onde a intenção é que esses valores normalizados permitam a comparação de valores normalizados correspondentes para diferentes conjuntos de dados de uma forma que elimine os efeitos de certas influências brutas, como em uma série temporal de anomalia. Alguns tipos de normalização envolvem apenas um reescalonamento, para chegar a valores relativos a alguma variável de tamanho. Em termos de níveis de medição, tais rácios só fazem sentido para medições de rácios (onde os rácios de medições são significativos), e não para medições de intervalo (onde apenas as distâncias são significativas, mas não os rácios).
Na estatística teórica, a normalização paramétrica pode muitas vezes levar a quantidades essenciais [en] – funções cuja distribuição amostral não depende dos parâmetros – e a estatísticas auxiliares [en] – quantidades essenciais que podem ser calculadas a partir de observações, sem conhecer os parâmetros.

## Exemplos
Existem diferentes tipos de normalizações em estatísticas – proporções adimensionais de erros, resíduos, médias e desvios padrão, que são, portanto, invariantes à escala – alguns dos quais podem ser resumidos como se segue. Observe que, em termos de níveis de medição, essas relações só fazem sentido para medições de razão (onde as proporções de medidas são significativas), e não para medições de intervalo (onde apenas as distâncias são significativas, mas não as razões).
| Nome                                           | Fórmula | Uso |
| ---------------------------------------------- | --- | --- |
| Pontuação Padrão [en]                          | {\displaystyle {\frac {X-\mu }{\sigma }}}                                                                                         | Normalizando erros quando os parâmetros populacionais são conhecidos. Funciona bem para populações normalmente distribuídas. |
| Estatística t [en]                             | {\displaystyle {\frac {{\widehat {\beta }}-\beta _{0}}{\operatorname {s.e.} ({\widehat {\beta }})}}}                              | O desvio do valor estimado de um parâmetro do seu valor hipotético, normalizado pelo seu erro padrão. |
| Resíduo estudantil [en]                        | {\displaystyle {\frac {{\hat {\varepsilon }}_{i}}{{\hat {\sigma }}_{i}}}={\frac {X_{i}-{\hat {\mu }}_{i}}{{\hat {\sigma }}_{i}}}} | Normalização de resíduos quando os parâmetros são estimados, especialmente em diferentes pontos de dados na análise de regressão. |
| Momento padronizado                            | {\displaystyle {\frac {\mu _{k}}{\sigma ^{k}}}}                                                                                   | Normalizando momentos, usando o desvio padrão {\displaystyle \sigma } como medida de escala. |
| Coeficiente de variação                        | {\displaystyle {\frac {\sigma }{\mu }}}                                                                                           | Normalizando a dispersão, usando a média {\displaystyle \mu } como medida de escala, especialmente para distribuição positiva, como a distribuição exponencial e a distribuição de Poisson. |
| Dimensionamento mínimo-máximo de recursos [en] | {\displaystyle X'={\frac {X-X_{\min }}{X_{\max }-X_{\min }}}}                                                                     | A escala de recursos é usada para trazer todos os valores para o intervalo [0,1]. Isso também é chamado de normalização baseada na unidade. Isso pode ser generalizado para restringir o intervalo de valores no conjunto de dados entre quaisquer pontos arbitrários {\displaystyle a} e {\displaystyle b}, usando por exemplo {\displaystyle X'=a+{\frac {\left(X-X_{\min }\right)\left(b-a\right)}{X_{\max }-X_{\min }}}}. |

Observe que alguns outros índices, como a razão entre variância e média [en] {\textstyle \left({\frac {\sigma ^{2}}{\mu }}\right)}, também são feitos para normalização, mas não são adimensionais: as unidades não são canceladas e, portanto, a razão tem unidades e não é invariante à escala.